# Sabbioneta
Ondanks het kleine inwonertal is Sabbioneta een van de belangrijkere kunstcentra van de Noord-Italiaanse regio Lombardije. De plaats heeft ook wel de bijnaam Klein Athene van Gonzaga.

## Geschiedenis
De stad is een creatie van hertog Vespasiano Gonzaga, die midden in de Povlakte de ideale Renaissancestad wilde laten verrijzen. Aan zijn voorouderlijk kasteel, met errond slechts enkele huizen, opende hij in 1547 een Berg van Barmhartigheid. In 1550 deed hij een beroep op de architect Domenico Giunti, maar die weigerde vanwege andere opdrachten. Gonzaga tekende het stratenplan zelf en ontwierp nagenoeg alle gebouwen. Vaak gaat het om vereenvoudigde adaptaties van bouwwerken die hij bewonderde. Ongetwijfeld zal ook Giunti's plan voor het nabije Guastalla inspiratie hebben opgeleverd. De aanleg van het hertogelijk paleis werd aangevat in 1551 en in 1554 werd een begin gemaakt met de stadsomwallingen. In een brief aan een vriend beschreef Gonzaga in 1557 zijn idee van een klein Athene. In de periode 1568-1578 bevond hij zich grotendeels in Spanje, waar hij zich inliet met vestingbouw. Ondertussen werd in Sabbioneta de Grande Galleria aangevat. In zijn laatste levensjaren werden nog de kerk Incoronata (1588) en het Teatro all'antica (1590) afgewerkt. Na zijn dood bleef het stadje door de eeuwen heen in grote mate intact.

## Urbanisme
De vestingwerken van Sabbioneta vormen een onregelmatige zeshoek waarbinnen de straten zijn aangelegd volgens een klassiek rasterpatroon. Modern onderzoek bracht aan het licht dat de hoofdas zo georiënteerd is dat de ondergaande zon erdoorheen schijnt op de verjaardag van Gonzaga (6 december volgens de Juliaanse kalender). De onderlinge proporties van het stadspatroon bleken te zijn opgebouwd volgens de pythagoreïsche getallen: grote secunde, grote terts, kwart en kwint.

## Bezienswaardigheden
Het Palazzo Ducale was het eerste bouwwerk dat in de stad werd neergezet. De kerk Santa Maria Assunta staat tegenover het paleis en is versierd met fresco's van Antonio Bresciani.
Andere monumenten in het stadje zijn de kerk Incoronata, het Teatro all'antica van Vincenzo Scamozzi (het oudste nog bestaande vrijstaande theater ter wereld), het Palazzo del Giardino en het plein Piazza d'Armi.
Sabbioneta heeft verder het oudste postkantoor ter wereld.
|  |  |  |  |

## Geboren
- Pio Foà (1848-1923), hoogleraar pathologie zowel in Modena als in Turijn